# Estación de Villaseca-Pueblo
Villaseca-Pueblo fue un apeadero ferroviario situado en el municipio español de Villaseca de la Sagra, en la provincia de Toledo, Castilla-La Mancha. En la actualidad las instalaciones están dadas de baja y no cuentan con servicio de viajeros.

## Situación ferroviaria
El apeadero, que se encuentra a 487,66 metros de altitud, forma parte de la línea férrea de ancho ibérico Villaluenga-Algodor y está situada en su punto kilométrico 9,758. El tramo es de vía única y sin electrificar.

## Historia
La estación fue inaugurada el 31 de octubre de 1927, como integrante del ramal de  Villaluenga-Yuncler a Villaseca-Mocejón, que pretendía enlazar la línea Madrid-Valencia de Alcántara con la línea Madrid-Ciudad Real. Los trabajos corrieron a cargo de la Compañía general de Asfaltos y Portland "Asland" que buscaba así una salida ferroviaria para comercializar sus productos.
"Asland" retuvo la propiedad de la línea hasta la finalización de la Guerra Civil en que ésta quedó incluida en la demarcación de la Compañía del Oeste pero mantuvo su independencia de gestión. Con la creación de RENFE quedó integrada en ella en 1941 y la compañía "Asland" fue indemnizada aunque obtuvo la propiedad de sus antiguos vagones de mercancías.
Los servicios de pasajeros en este apeadero fueron siempre muy restringidos y destinados más bien a acercar a los empleados hasta la cementera de Asland desde las estaciones de Algodor, Villaluenga-Yuncler o las de Villaseca de la Sagra a primera hora de la mañana, y regreso por la tarde. La estación ya no figuraba en los horarios de la línea en 1954, mientras que la estación de Villaseca y Mocejón se mantuvo con servicio de viajeros hasta que se cerró la mayor parte de línea Madrid-Ciudad Real en 1988.
Desde el 31 de diciembre de 2004 Renfe Operadora explota la línea mientras que Adif es la titular de las instalaciones ferroviarias.

## La estación
Se encuentra a 1 km al noreste de Villaseca de la Sagra, por lo que está más próxima a la población que la estación de Villaseca-Mocejón del ferrocarril directo de Madrid a Ciudad Real, en servicio desde 1879.
El edificio de viajeros se halla situado en el terraplén que soporta la via, teniendo dos alturas al exterior y una al andén, con tres vanos por altura y costado. Una marquesina de obra cubre su lateral sobre el andén. A éste se accede por dos escaleras, estando el recinto cerrado por balaustradas. El conjunto, visto desde el exterior, es de unas dimensiones considerables para un apeadero de esta categoría.
Actualmente el conjunto se halla abandonado y en estado de ruina, habiendo perdido la cubierta.